# Схрам, Волкерт
Волкерт Адриансон Схрам (нидерл. Volckert Adriaanszoon Schram; 1620, Энкхёйзен — 7 июня 1673) — нидерландский адмирал XVII века. Его имя иногда упоминается как Волкхард.

## Биография
О самом начале карьеры Волкерта известно мало; дата его рождения является весьма неопределенной: традиционно упоминается 16 октября 1622 года, но это дата его крещения. Он был в Первой англо-голландской войне сперва капитаном корабля Lastdrager, позже действующим контр-адмиралом Адмиралтейства Западной Фрисландии. В 1656 году он работал в Голландской Ост-Индской компании и принимал участие в высадке на Цейлоне против португальцев.
В 1658 году он поступил на службу государственных военно-морских сил в должности капитана; 19 сентября 1659 года он был назначен контр-адмиралом Адмиралтейства Западной Фрисландии после того, как эта должность оставалась вакантной шесть лет.
После экспедиции Михаила де Рюйтера против Швеции в 1659 году, чтобы освободить датские острова, Схрам остаётся несколько лет в Дании. Он командир подразделения морской пехоты, которым командует Фредерик Стахауэр.
В 1664 году он сопровождает Стахауэра обратно в Нидерланды и возобновляет свою роль в качестве контр-адмирала Адмиралтейства Западной Фрисландии. 21 марта 1665 года он исполнял обязанности вице-адмирала, 13 мая он вице-адмирал в эскадре поддержки Яна Меппела. Он командовал 7-й эскадрой в Лоустофтском сражении. В том же году он снова адмирал на службе в Дании.
4 июня 1666 года, однако, он снова принял участие в Четырёхдневном сражении на борту линейного корабля Pacificatie (73 пушки). В 1667 году он участвовал в десантной операции во время рейда на Медуэй.
Он был убит во время Третьей англо-голландской войны в Первом сражении при Схооневелте 7 июня 1673 года, будучи вице-адмиралом, командующим второй эскадрой; в том же бою также был убит его приёмный сын контр-адмирал Давид Флюг. Он похоронен в Вестеркерк в Энкхёйзене. Его эпитафия гласит:
Hier leyt de grijse Schram, die in de dageraet

Van sijne sege-son, toen 't Landt hongh aen een draet,

De schrik bracht onder Fransche en Britsche waterwolven

Nu leeft hij na sijn doot, soo wijt de wat'ren golven